# Юрко Юрченко
Юрко Юрченко (справжнє ім'я — Юрій Володимирович Нечистяк; * 24 листопада 1972, Майдан-Олександрівський, Віньковецький район, Хмельницька область) — український співак, композитор, лідер гурту «Юркеш». Заслужений артист України (2009). Став відомим у 1990-х, як учасник хіт-параду «Територія А».

## Життєпис
Музикою займається з 5 років.
З 1979 Юрій був вокалістом та іоністом (клавішні інструменти) гурту «Мріяни». Гурт навіть брав участь у «Сонячних кларнетах» — (популярна у 80-х телепрограма на УТ-1.)
В період з 1987–1989 років навчався в Барському педагогічному училищі, де створив перший рок-гурт «Імпульс». У 1989 році за власним бажанням Юрій залишив пед-училище і закінчивши екстерном загально-освітню школу вступає до Вінницького державного педагогічного інституту. Під час навчання у Вінниці Юрій створив рок-гурт «Нечиста сила».
У 1995 році Юрій Нечистяк став лауреатом Всеукраїнських та Міжнародних фестивалів «Червона Рута», Міжнародного конкурсу молодих виконавців ім. Івасюка, «Золотий тік», «Пані + Пан».
1996 — на фестивалі «Море друзів» у Ялті Юрій знайомиться із керівником мистецької агенції «Територія А», поетом Олександрем Бригинцем — так розпочався проект «Юрко Юрченко». Продумана реклама, коли кожна нова пісня підкріплювалася відеокліпом («Я йду», «Відпусти», «Така наша любов», «В пустелі диких снів», «Анжеліка», «Пісня про Київ»), плюс офіційні визнання в конкурсах (перше місце в «Перлинах сезону — 96») зробили його найпопулярнішим співаком України серед тінейджерів.
1997 року на фестивалі «Таврійські Ігри» Юрченко здобув премію «Золота Жар-птиця» в номінації «Відкриття року». В кінці літа вийшов перший і єдиний касетний альбом «Я йду».
Зміна іміджу, репертуару та й взагалі повернення до стилю більш притаманного йому до того як він став Юрченком, призвели до того, що запис другого альбому «Ніч триває», вихід якого планувався на літо 1998-го, сильно затягнувся. Стосунки з «Територією А» не склалися. І 1999–2000 роках вже як Юрій співпрацює з продюсерською агенцією Олександра Пономарьова «З ранку до ночі». У цей час виходить максі-сингл «До наступної весни», а також однойменний відеокліп на цю ж пісню. Згодом — виїхав до Москви, де довгий час виступав у міських клубах, працював композитором та аранжувальником.
2000—2004 — творча пауза. Як жартує сам Юрій, після здобуття на фестивалі «Таврійські ігри» звання «Відкриття року-97», він має ще й звання «Закриття року-2000». Також 2000 року закінчив аспірантуру КНУКІМ.
За власним бажанням відмовився використовувати імідж та репертуар Юрка Юрченка і після повернення, в кінці 2004 року з Москви створює і очолює гурт Юркеш, який виконує музику в стилі «інтелектуально-інтелігентний панк-рок з елементами гумору та сатири».
Перший виступ гурту — в межах Всеукраїнського відбіркового конкурсу для участі в «Євробаченні-2005» на УТ1.
Пісні Юрія виконують Філіп Кіркоров, гурт «Неангели», Андрій Данилко, Лоліта, Ольга Юнакова, Марина Одольська, Марія Яремчук, Віталій та Світлана Білоножко, Андрій Князь та Катя Бойко.
2013 року пісня «Я», слова і музику до якої написав Юрій Юрченко, у виконані російської співачки Лоліти отримала диплом престижної премії «Золотий грамофон» (Росія) та телевізійного фестивалю «Пісня року» (Росія). А 2014-го через початок війни Юрій повністю відмовився від гастролей.
«Зізнаюся, у мене було багато запрошень також і з Росії. Я не погодився на жодне з них. І не тому, що крутий пацан, а тому, що просто не зміг би співати під час війни», — сказав Юрій в інтерв'ю.
Виконавець неодноразово був у зоні АТО в українських бійців, аби підтримати їхній бойовий дух.
2016 року на честь 20-річчя творчої діяльності побачив світ сингл та однойменний відеокліп «100 секунд Vесни».
Дві пісні «Monster Song» та «I love you» написані Юрієм спеціально для шоу «Дім таємничих пригод», яке відбулося в Києві.
2017 року взяв участь у проекті X-Фактор у складі гурту «Yurcash» та посів друге місце.
У 2018-ому році почав співпрацювати з гуртом «Скрябін». Наразі Юрій виступає з гуртом і планує тур по Україні. Через карантинні обмеження у зв'язку з коронавірусною хворобою і неможливістю займатись концертною діяльністю у 2020—2021 працював таксистом.
Одружений, виховує трьох дітей.
2022 Юрко «Юркеш» Юрченко воює проти російських загарбників у добровольчому батальйоні «ОДЧ Карпатська Січ». На війні крім зброї носить із собою гітару. Таким чином співак підіймає бойовий дух бійцям.

## Альбоми

### Сольні альбоми
- Я йду (1998)
- До наступної весни (максі-сингл) (1999)

### У складі гурту «Юркеш»
- Ой (2006)
- Менуети (Тюльпани в целАфАні) (2008)
- Каралі Карпаратівав (2019)

## Кліпи
- Я йду на YouTube
- Відпусти на YouTube
- Така наша любов на YouTube
- В пустелі диких снів на YouTube
- Анжеліка на YouTube
- Пісня про Київ на YouTube
- До наступної весни на YouTube
- Мундіаль на YouTube
- Ой на YouTube
- Менуети (Тюльпани в целАфАні) на YouTube
- Йолочка зажгись на YouTube
- Карпаратівна вечерінка на YouTube
- Стеляться тумани на YouTube
- I love you на YouTube
- 100 секунд Vесни на YouTube